# Pałac Marii Radziwiłłowej w Warszawie
Pałac Marii Radziwiłłowej, także pałac Jana Michała Dąbrowskiego − pałac znajdujący się przy ul. Długiej 26 w Warszawie.

## Opis
Budynek został wzniesiony przed 1732 rokiem dla kawalera maltańskiego. W 1754 roku należał do Kazimierza Dębskiego, a w 1770 roku do Marii z Lubomirskich Radziwiłłowej, miecznikowej litewskiej.
Pałac został spalony w 1944. Obecny budynek, wystawiony na jego fundamentach w latach 1951–1957 według projektu Anny Boyé-Guerquin jako pseudozabytek, nawiązuje do pałacu z XVIII w. Oficyny pseudozabytkowe (zachodnia z lat 1953–1954 nawiązuje do kamienicy Lasockiego z około 1780, z dawnym przejazdem bramnym przekształconym w projekcie powojennym w sień, oficyna wschodnia około 1961–1962 na miejscu oficyny rozebranej w 1955.
Wnętrza pałacu i dawnej komory zostały dostosowane do potrzeb powojennego użytkownika, którym jest założony w 1949 Państwowy Instytut Sztuki, od 1959 Instytut Sztuki Polskiej Akademii Nauk.
W 1965 roku pałac wpisano do rejestru zabytków.